# Geografie Středoafrické republiky

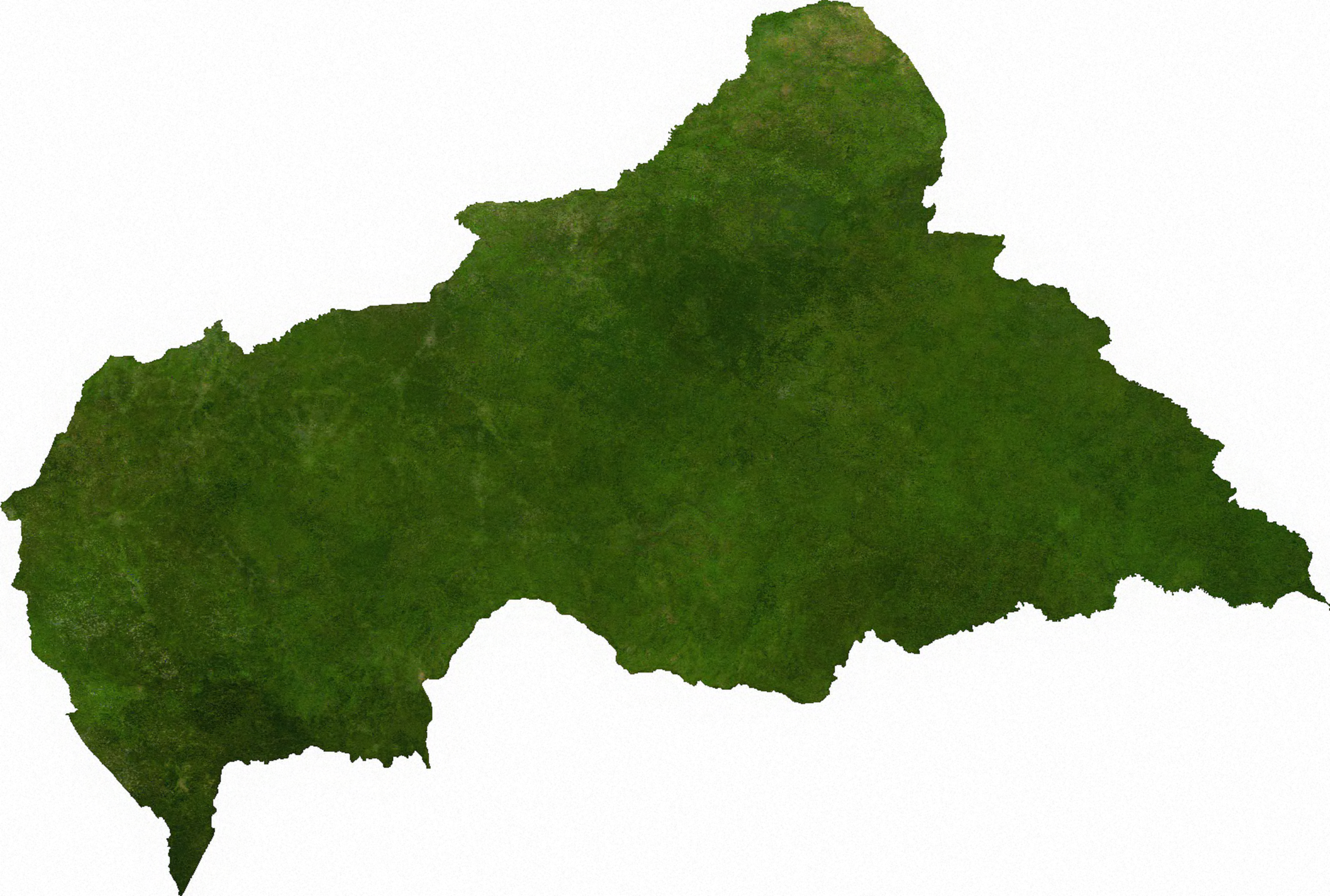
satelitní mapa Středoafrické republiky

Tento článek pojednává o geografických poměrech ve Středoafrické republice.

## Poloha
Středoafrická republika je vnitrozemský stát ve Střední Africe. Leží jižně od Čadu, západně od Súdánu, severně od Konžské republiky a Konžské demokratické republiky a východně od Kamerunu. Země leží téměř přesně ve středu kontinentu.
Díky své poloze bylo území kolonizováno až o mnoho let později než tomu bylo u většiny ostatních afrických oblastí.

## Rozloha
Rozloha činí 622 984 km2, z toho je 0 % vodní plochy. Na seznamu států světa podle rozlohy se umisťuje na 44. místě. Ve srovnání s Texasem (USA) je Středoafrická republika jen o něco málo menší.

### Krajní body
- nejvyšší bod – hora Mont Ngaoui (1 420 m n. m.)
- nejnižší bod – řeka Ubangi (335 m n. m.) u soutoku s řekou Gouga

## Hranice
Celková délka hranic je 5 203 km. Délka hranic s jednotlivými sousedními státy od nejdelší po nejkratší:
- Konžská demokratická republika – 1 577 km
- Čad – 1 197 km
- Súdán – 1 165 km
- Kamerun – 797 km
- Konžská republika – 467 km

## Povrch
Povrch Středoafrické republiky je tvořen rozsáhlými, zdánlivě nekonečnými oblastmi, jednotvárnou rovinou a roztroušenými horami na severovýchodě a jihozápadě země.

## Podnebí
Ve Středoafrické republice panuje tropické podnebí s mírně teplým, vlhkým létem a suchou, oproti létu výrazně teplejší zimou.

## Zemědělství
- trvalé plodiny (0,15 %)
- orná půda (3,1 %)
- lesy a zalesněná krajina (57 %)
- ostatní (39,75 %)

Zavlažovaná půda: 20 km2

## Přírodní zdroje
- diamanty
- dřevo
- ropa
- uran
- vodní energie
- zlato